# Carlo Castagnoli

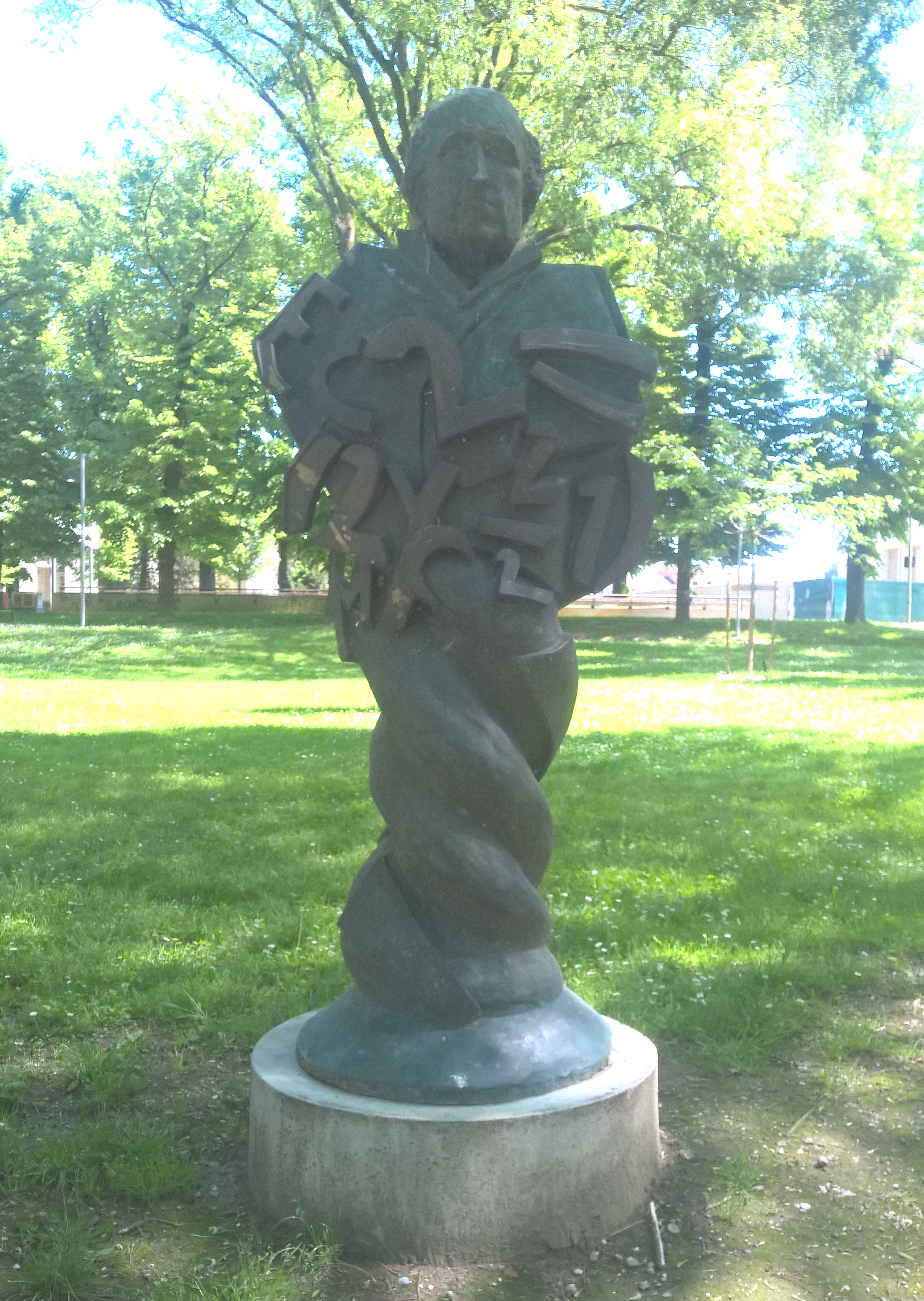
Carlo Castagnoli, bronzo di Ugo Nespolo a Mantova, Giardini Nuvolari.

Carlo Castagnoli (Mantova, 6 ottobre 1924 – Torino, 5 maggio 2005) è stato un fisico italiano, pioniere della fisica astroparticellare e dei neutrini, fra i primi a trovare per via sperimentale gli indizi dell'esistenza dell'antiprotone.

## Biografia
Castagnoli, nato a Mantova il 6 ottobre 1924 e morto a Torino il 5 maggio 2005, già durante gli studi in fisica presso la Scuola normale superiore di Pisa dal 1943 al 1947 inizia a collaborare con l'istituto romano diretto da Edoardo Amaldi. Nel dopoguerra trova a Roma una collaborazione presso l'Istituto Superiore di Sanità, dove ha occasione di lavorare al primo microscopio elettronico rimontato con pezzi ricavati da residuati bellici sulla base di schizzi carpiti ai nazisti. Presso l'Istituto di Fisica dell'Università La Sapienza, inoltre, tiene corsi tra il 1948 e il 1959 come professore incaricato e svolge attività di ricerca nel campo della fisica dei raggi cosmici, diventandone uno dei pionieri.
All'inizio del 1955, anno del matrimonio con Giuliana Cini (da cui ebbe Giulio Castagnoli, Giovanna e Carlotta), studia alcune lastre esposte alla radiazione cosmica nei laboratori di Berkeley. L'abilità acquisita con l'uso di uno dei primi microscopi elettronici presso l'Istituto Superiore di Sanità gli consente di rinvenire la prima indicazione dell'esistenza dell'antiprotone: quando nel 1959 Emilio Segrè ricevette per questo il premio Nobel, citò nel suo discorso l'apporto del gruppo romano.

### Contributi scientifici
Fra i più celebri contributi di Castagnoli si ricordano il metodo di misura dell'energia delle particelle rivelate nelle emulsioni nucleari (la molto citata "Castagnoli's Formula"), la definizione della pseudorapidità (1953), lo studio della violazione della parità nelle interazioni deboli (1957), la prima misurazione del branching ratio nel decadimento radiativo del pione (1958). In quel medesimo anno, Castagnoli ottiene la cattedra di Fisica Generale all'università di Parma e nel 1961 è chiamato, alla medesima cattedra, a Torino.
Nella sua nuova sede abbandona la fisica delle particelle e si dedica alla fisica cosmica, ponendo le fondamenta di una nuova branca, la fisica astroparticellare. In quegli anni si sta costruendo il Tunnel del Monte Bianco: Castagnoli riesce ad ottenere un garage all'interno della galleria, e vi crea un esperimento per la rivelazione degli sciami prodotti dall'interazione dei raggi cosmici e dei neutrini con l'atmosfera. Inizia importanti collaborazioni internazionali con istituzioni scientifiche dall'Unione Sovietica al Brasile, dagli Stati Uniti alla Cina e al Giappone. Sfruttando un rifugio antiaereo sotto il Monte dei cappuccini di Torino, inoltre, crea un altro laboratorio sotterraneo sempre per lo studio dei raggi cosmici e, più tardi, negli anni Ottanta, contribuisce alla realizzazione dei Laboratori sotto il Gran Sasso. Inoltre allestisce apparati per la rivelazione di sciami in quota, dapprima con la ricostruzione e l'ampliamento del Laboratorio della Testa Grigia - sul Cervino - e a Campo Imperatore sul Gran Sasso (negli anni Novanta), dove venne realizzato il primo apparato al mondo per lo studio dei raggi cosmici con rivelatori attivi sopra e sotto la montagna. Tra i risultati più importanti ottenuti con questi laboratori vanno ricordati la determinazione, sotto il Monte Bianco, del limite superiore della vita media del protone (un dato fondamentale per la formulazione di un modello teorico delle particelle elementari) e l'osservazione di neutrini emessi dalla supernova del 1987.

### Contributi nell'insegnamento
Oltre agli importanti contributi alla fisica astro-particellare, all'Istituto di fisica dell'Università di Torino istituzionalizzò la ricerca in astrofisica, geofisica e fisica dell'atmosfera. La sua attività accademica a Torino comprende anche attività direttive e istituzionali: la fondazione e la direzione dell'Istituto di Cosmo-Geo-Fisica del C.N.R. dal 1967 al 1997, la direzione dell'Istituto di Fisica Generale dell'Università dal 1969 al 1995, la direzione della scuola di specializzazione di Astrofisica di Torino. Inoltre, negli anni Settanta e Ottanta fu direttore dell'Istituto elettrotecnico nazionale Galileo Ferraris di Torino, presidente dell'Azienda Elettrica di Torino e membro della giunta esecutiva dell'Eni; dal 1968 al 1995, inoltre, guidò la Società italiana di fisica come Presidente e Vicepresidente. Fu molto apprezzato come docente, in particolare per i corsi di struttura della materia, fisica generale e astrofisica, disciplina della quale ricoprì la cattedra a partire dal 1987. Ebbe grande fortuna il suo manuale redatto sulla base delle lezioni dell'anno accademico 1970-71 (Appunti di Fisica Generale, 1971).